# Franco Casavola
Franco Casavola o Francesco (Modugno, 13 luglio 1891 – Bari, 7 luglio 1955) è stato un compositore, direttore d'orchestra, critico d'arte e scrittore italiano.

## Biografia

### Studi e adesione al futurismo

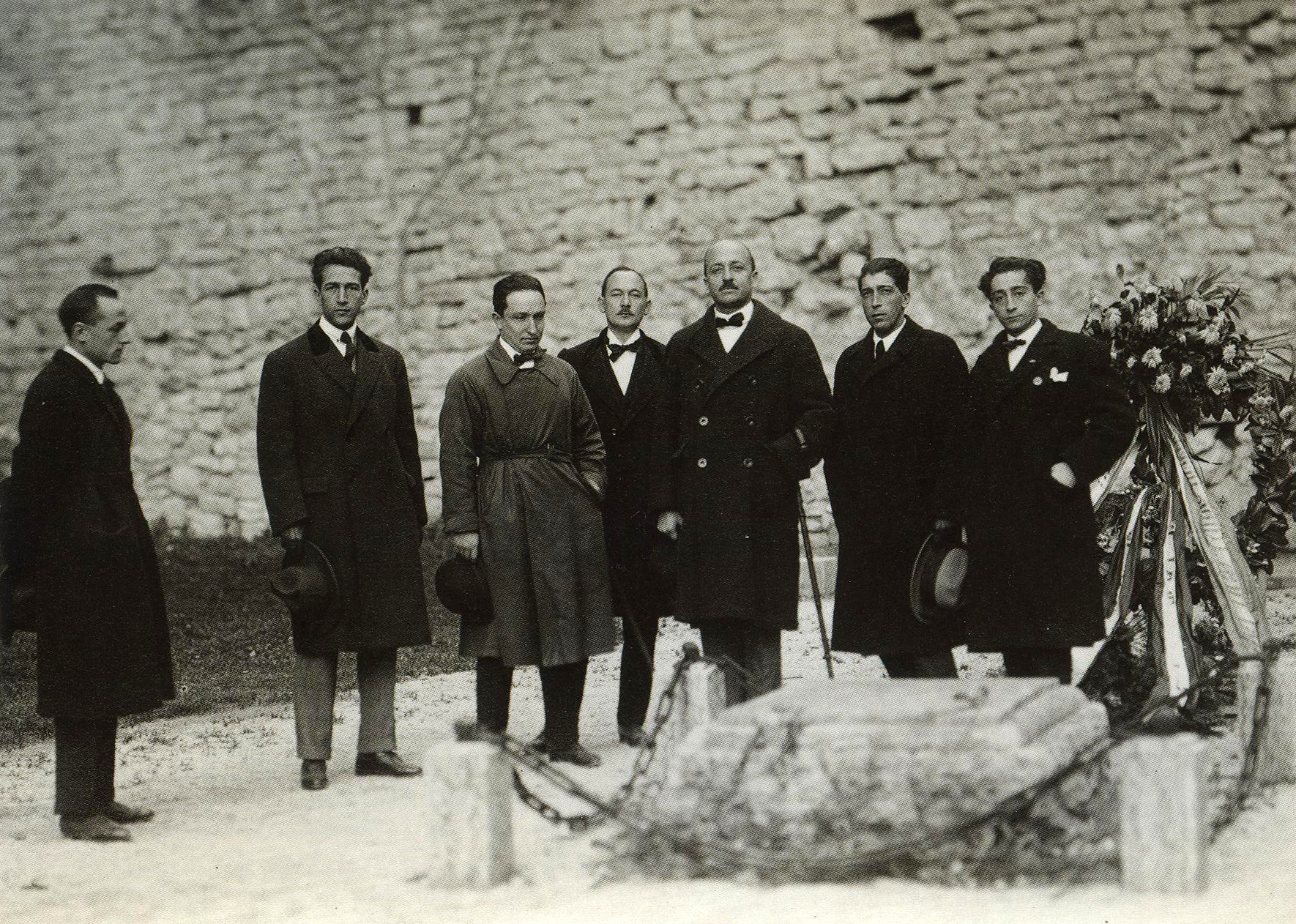
Tullio Garbari, Fortunato Depero, Alfredo Degasperi, Filippo Tommaso Marinetti, Franco Casavola e Mino Somenzi nella fossa dei Martiri del Castello del Buonconsiglio a Trento, 1922, in una foto di Sergio Perdomi

Era figlio di Donato Casavola (magistrato di Martina Franca) e della modugnese Giovanna Russo. Donato si trasferì a Modugno, in corso Vittorio Emanuele al numero civico 37, dopo il suo matrimonio con Giovanna. Quest'ultima, rimasta prematuramente vedova, si sposò in seconde nozze con Francesco Suglia, fratello del pioniere del volo Cesare Suglia, spostandosi a Bari, in via Garruba, e successivamente in Corso Sonnino. Da quel matrimonio Giovanna Russo ebbe cinque figli.
Sin da giovanissimo, Francesco dimostra una spiccata inclinazione alla musica. Il suo primo maestro fu il bitontino Pasquale La Rotella, direttore della Schola Cantorum di Bari. Ma non fu sostenuto dalla sua famiglia che prefigurava per Francesco un futuro da magistrato.
Alla conclusione dei suoi studi classici, andò a Milano per un breve periodo con lo scopo di studiare da Luigi Mapelli. Al suo ritorno a Bari, continuò i suoi studi con La Rotella ricoprendo il ruolo di suo vice nella direzione teatrale. Tuttavia, il carattere particolarmente irrequieto di Francesco, gli rendeva insopportabile la vita da apprendista e lo spinse a trasferirsi a Roma dove erano molto forti le influenze innovative che caratterizzavano il panorama culturale europeo degli inizi del Novecento. Nel 1913 si trasferisce nella capitale dove conclude i propri studi sotto la guida del grande Ottorino Respighi.
Sin dall'inizio della sua carriera musicale manifesta uno spirito ribelle che lo fece accostare, con Giuseppe Mulè, alla musica futurista, che si sviluppò dopo la prima guerra mondiale. Divenne uno dei più grandi protagonisti del Futurismo pugliese. Crea il "Manifesto sul Futurismo musicale in Puglia" che presenta, con Marinetti, nel Teatro Petruzzelli di Bari.
Partecipò ad entrambi i conflitti mondiali che hanno caratterizzato il XX secolo. Durante il Primo conflitto mondiale, fu promosso a Capitano e combatté sul Carso.
Nel 1927 si reca a Parigi dove riscuote un discreto successo con la composizione di Balletti nel Teatro la Madeleine.

### Le opere comiche
Ben presto, la produzione di Casavola si orienta verso le forme di musica classica e lirica, conservando inalterato lo spirito moderno che caratterizza le sue composizioni. Francesco Casavola riesce ad esprimere al meglio il suo genio artistico nell'opera comica, come Il Gobbo del califfo che, nel 1929, fu rappresentata a Roma nel Teatro Reale dell'Opera. Quest'opera, considerata fra i suoi capolavori, gli valse il riconoscimento del grande pubblico e la vittoria del concorso nazionale indetto dal Governatore di Roma. L'opera venne rappresentata in diverse città italiane ed anche in svariati teatri europei e americani.
La sua seconda opera comica fu Le astuzie d'amore, composta nel 1936. La prima rappresentazione fu eseguita nel Teatro Petruzzelli di Bari. Di ispirazione boccaccesca, è un'opera comico-sentimentale che coniuga gli elementi melodrammatici della tradizione italiana con spunti moderni.
Stringe rapporti di amicizia con alcuni illustri esponenti del panorama musicale dell'epoca, come Pietro Mascagni, Amilcare Zanella, Alfredo Casella e molti altri. Anche a causa del suo lavoro nel mondo del cinema, dove era impegnato nella scrittura di colonne sonore per film e documentari, strinse una forte amicizia con il concittadino Franco Di Ciaula.

### Morte
Mentre era a Roma, durante la seconda guerra mondiale, decise di dedicarsi al più impegnativo genere drammatico, completando la sua svolta anti-futurista. Scrive l'opera in quattro atti "Salammbô", su libretto di Emidio Mucci, rappresentata nel 1948 nel Teatro dell'Opera di Roma, con protagonista Renata Tebaldi, e successivamente nel Teatro Petruzzelli.
Nel 1955, a causa di una malattia, si ritira a Bari in compagnia della moglie Irma, dove muore il 7 luglio di quell'anno.
Il 9 febbraio 1956, il Consiglio Comunale di Modugno stabilisce di apporre una targa in memoria di Francesco Casavola sulla facciata della sua casa natale.
Al musicista, è stata intitolata una scuola media inferiore e la banda musicale nel suo comune natio di Modugno.

## Opere principali
- Il Gobbo del califfo (1929)
- Le astuzie d'amore (1936)
- Salambò (1948)

## Filmografia
Scrisse la colonna sonora per oltre 70 film e documentari. Fra questi film si ricordano:
- Sette giorni all'altro mondo, regia di Mario Mattoli (1936)
- Hanno rapito un uomo, regia di Gennaro Righelli (1938)
- Fuochi d'artificio, regia di Gennaro Righelli (1938)
- Il destino in tasca, regia di Gennaro Righelli (1938)
- Montevergine, regia di Carlo Campogalliani (1939)
- Fascino, regia di Giacinto Solito (1939)
- Il cavaliere di San Marco, regia di Gennaro Righelli (1939)
- Terra di nessuno, regia di Mario Baffico (1939)
- La casa lontana, regia di Johannes Meyer (1939)
- Il pozzo dei miracoli, regia di Gennaro Righelli (1940)
- Mare, regia di Mario Baffico (1940)
- Se non son matti non li vogliamo, regia di Esodo Pratelli (1941)
- Carmela, regia di Flavio Calzavara (1942)
- A che servono questi quattrini?, regia di Esodo Pratelli (1942)
- Canal Grande, regia di Andrea Di Robilant (1943)
- Dagli Appennini alle Ande, regia di Flavio Calzavara (1943)
- Addio, mia bella Napoli!, regia di Mario Bonnard (1946)
- Fuga nella tempesta, regia di Ignazio Ferronetti (1946)
- Aquila nera, regia di Riccardo Freda (1946)
- Furia, regia di Goffredo Alessandrini (1947)
- Anni difficili, regia di Luigi Zampa (1948)
- Il falco rosso, regia di Carlo Ludovico Bragaglia (1949)
- Sigillo rosso, regia di Flavio Calzavara (1950)
- Alina, regia di Giorgio Pàstina (1950)
- Quel fantasma di mio marito, regia di Camillo Mastrocinque (1950)
- Contro la legge, regia di Flavio Calzavara (1950)
- Amore rosso - Marianna Sirca, regia di Aldo Vergano (1952)
- I due derelitti, regia di Flavio Calzavara (1952)
- Gioventù alla sbarra, regia di Ferruccio Cerio (1954)

## Articoli e scritti di Franco Casavola
Si riporta l'elenco degli scritti di Franco Casavola.
- Avviamento alla Pazzia, Milano, Edizioni Futuriste di Poesia, 1924
- Punti da chiarire circa l'arte futurista, in "Humanitas", Bari 1924
- La musica dell'avvenire, in "L'Ambrosiano", III, n.10, 11 gennaio 1924
- La musica illustrata, in "L'Ambrosiano", III, n.11, 15 aprile 1924
- Le atmosfere cromatiche della musica, in "Il Futurismo", 10 dicembre 1924
- Le versioni scenico-plastiche della musica, in "Il Futurismo, 11 dicembre 1924
- La musica futurista, in "Il Futurismo", nn.10-11, dicembre 1924
- I Rumorarmoni, in "Mediterraneo", 2 giugno 1925
- Nuovi orizzonti della musica, in "Antenna", 25 aprile 1926
- Difesa del jazz, in "L'Impero", 14 agosto 1926
- Luigi Russolo, in "Il Teatro", V, 1927
- Le sintesi visive della musica, in "Noi", I, II serie, nn.6-9. (con A.G. Bragaglia e Luciani)